# Pantaimekar
Pantaimekar is een bestuurslaag in het regentschap Bekasi van de provincie West-Java, Indonesië. Pantaimekar telt 6945 inwoners (volkstelling 2010).